# Kreis- und Stadtsparkasse Erding-Dorfen

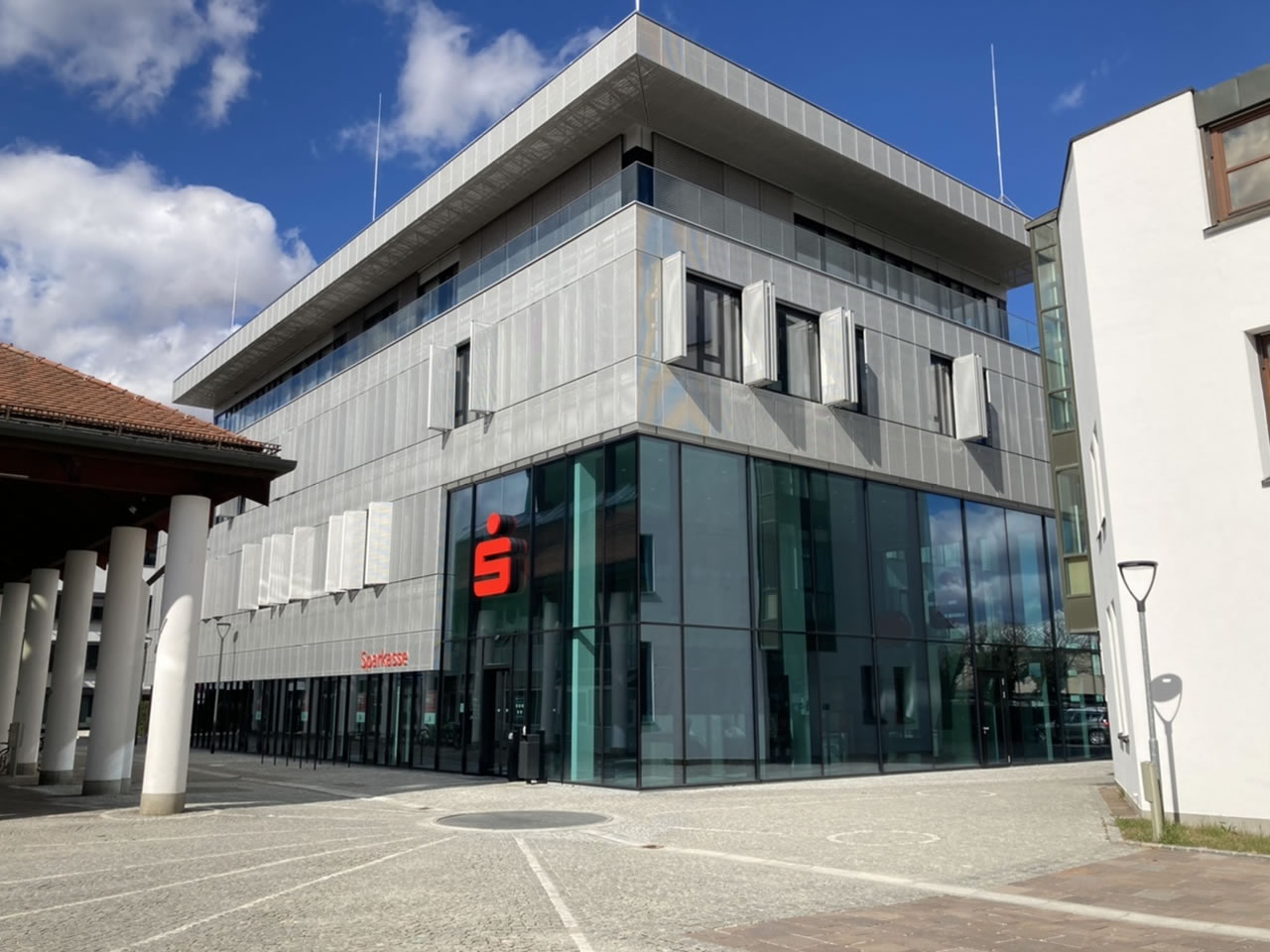
Kreis- und Stadtsparkasse Erding - Dorfen - Hauptgeschäftsstelle am Alois-Schießl-Platz in Erding.

Die Kreis- und Stadtsparkasse Erding - Dorfen (Eigenbezeichnung: Sparkasse Erding – Dorfen) ist ein öffentlich-rechtliches Kreditinstitut mit Sitz in Erding in Bayern. Ihr Geschäftsgebiet ist der Landkreis Erding.

## Geschichte
Die Sparkasse Erding wurde 1825 als zweite Sparkasse Bayerns gegründet. Die heutige Sparkasse entstand am 1. Januar 2002 durch die Fusion der Kreis- und Stadtsparkasse Erding mit der Kreis- und Stadtsparkasse Dorfen. Ein 2011 angebotener weiterer Zusammenschluss mit der Kreissparkasse München-Starnberg wurde nicht eingegangen.

## Organisationsstruktur
Die Kreis- und Stadtsparkasse Erding - Dorfen ist eine Anstalt des öffentlichen Rechts. Rechtsgrundlagen sind das Sparkassengesetz, die bayerische Sparkassenordnung und die durch den Träger der Sparkasse erlassene Satzung. Organe der Sparkasse sind der Vorstand und der Verwaltungsrat.

## Geschäftsausrichtung
Die Kreis- und Stadtsparkasse Erding - Dorfen betreibt als Sparkasse das Universalbankgeschäft. Die Kreis- und Stadtsparkasse Erding-Dorfen wies im Geschäftsjahr 2023 eine Bilanzsumme von 2,472 Mrd. Euro aus und verfügte über Kundeneinlagen von 1,778 Mrd. Euro. Gemäß der Sparkassenrangliste 2023 liegt sie nach Bilanzsumme auf Rang 200. Sie unterhält 24 Filialen/Selbstbedienungsstandorte und beschäftigt 307 Mitarbeiter.

## Sparkassen-Finanzgruppe
Die Kreis- und Stadtsparkasse Erding-Dorfen ist Teil der Sparkassen-Finanzgruppe und gehört damit auch ihrem Haftungsverbund an. Er sichert den Bestand der Institute und sorgt dafür, dass sie auch im Fall der Insolvenz einzelner Sparkassen alle Verbindlichkeiten erfüllen können. Die Sparkasse vermittelt Bausparverträge der regionalen Landesbausparkasse, offene Investmentfonds der Deka und Versicherungen der Versicherungskammer Bayern. Im Bereich des Leasing arbeitet die Kreis- und Stadtsparkasse Erding-Dorfen mit der  Deutschen Leasing zusammen. Die Funktion der Sparkassenzentralbank nimmt die Bayerische Landesbank wahr.